# Nesoryzomys indefessus
Nesoryzomys indefessus је изумрла врста глодара из породице хрчкова (лат. Cricetidae). 

## Распрострањење
Пре изумирања, само острво Галапагос (Еквадор).

## Станиште
Врста Nesoryzomys indefessus је имала станиште на копну.

## Угроженост
Ова врста је изумрла, што значи да нису познати живи примерци.